# Earl Holliman
Henry Earl Holliman (Delhi, Luisiana; 11 de septiembre de 1928-Studio City, Los Ángeles, 25 de noviembre de 2024) fue un actor, activista por los derechos de los animales y cantante estadounidense conocido por sus numerosos papeles en películas, sobre todo westerns y dramas, en las décadas de 1950 y 1960. Ganó un Globo de Oro por la película The Rainmaker (1956) e interpretó al sargento Bill Crowley en la serie policíaca de televisión Police Woman entre 1974 y 1978.

## Primeros años y educación
Holliman nació el 11 de septiembre de 1928 en Delhi, Luisiana. Su padre biológico, William A. Frost, era granjero. Su madre, Mary Smith, vivía en la pobreza con varios hijos más y lo dio en adopción al nacer, mientras que sus otros hijos fueron enviados a orfanatos hasta que pudo recuperarlos a todos, cosa que hizo. Earl era el séptimo de un total de diez hijos y, en años posteriores, pudo reencontrarse y establecer relaciones con ellos. Fue adoptado una semana después de su nacimiento por Henry Holliman, un trabajador petrolífero itinerante, y su esposa Velma, camarera, que le dieron el nombre de Henry Earl Holliman. Era tan frágil en su infancia que un médico predijo que no viviría lo suficiente para ver la niñez, pero cuando la hermana de Velma le proporcionó una generosa dosis de aceite de ricino poco después, los ingredientes le curaron enormemente y ayudaron a salvarle la vida. Aunque su educación y su historia familiar tienen fuertes lazos con Luisiana, durante su adolescencia él y su familia vivieron en Kerrville, Texas, durante un tiempo, así como en algunas partes de Arkansas (lo que, según declaró en una ocasión, le hizo parecer un "Ark-La-Texan de sangre roja").
Los primeros años de Holliman fueron normales hasta que Henry murió cuando él tenía 13 años. Earl atribuye a Henry y Velma el haberle proporcionado tanto amor y aliento que, a pesar de su propia pobreza, le ayudaron a buscar en lo más profundo de su ser para descubrir la confianza en sí mismo y convertir sus sueños en realidad. Además, cuando empezó su carrera en el cine, Velma le apoyó tanto que una vez incluso fue a un teatro de Luisiana una hora antes de que abriera para poder ser la primera asistente. Quería verle en su primera aparición en una película importante y trabajar con el director del teatro, el cronista del espectáculo y un amigo de la familia para revisar un vasto conjunto de fotogramas de esa película en particular, de modo que pudiera empezar la composición de un álbum para él que reflejara el inicio de su carrera profesional como actor.
Holliman ahorró dinero trabajando como acomodador en el Strand Theatre, como vendedor de periódicos para el Shreveport Times y como ayudante de mago antes de abandonar Luisiana para ir a Hollywood. Tras un primer intento fallido de encontrar trabajo en la industria cinematográfica, regresó pronto a Luisiana después de permanecer en California sólo una semana. Mientras tanto, Velma se había vuelto a casar y a Holliman le disgustaba tanto su nuevo padrastro, Guy Bellotte, que mintió sobre su edad y se alistó en la Armada de los Estados Unidos durante la Segunda Guerra Mundial. Asignado a una escuela de comunicaciones de la Marina en Los Ángeles, Holliman pasaba su tiempo libre en el Hollywood Canteen, hablando con las estrellas que se dejaban caer por allí para apoyar a los militares. Un año después de alistarse, la Marina descubrió su verdadera edad y fue licenciado de inmediato.
Holliman regresó a casa, trabajó en los yacimientos petrolíferos en su tiempo libre, lavó platos en varios restaurantes y, tras asistir a los institutos Louisiana Avenue, Fair Park y Byrd de Shreveport, completó su educación pública en la Oil City High School de Oil City, donde se graduó con matrícula de honor en 1946;mientras estudiaba allí, también jugó de tackle derecho en el equipo de fútbol americano de la escuela y fue presidente de la clase. Tras rechazar una beca de la Universidad Estatal de Luisiana, volvió a alistarse en la Marina y fue destinado a Norfolk, Virginia. Interesado en la interpretación, fue elegido para protagonizar varias producciones del Norfolk Navy Theatre. Cuando abandonó definitivamente la Marina, estudió interpretación en el Pasadena Playhouse. También se graduó en la Universidad de California en Los Ángeles. Mientras estudiaba interpretación en el Playhouse y en la UCLA, complementó sus ingresos trabajando como archivero para Blue Cross (más tarde conocida como Blue Cross Blue Shield Association) y para North American Aviation en la construcción de aviones.

## Carrera

### Cine
Mientras estaba en el Pasadena Playhouse, Holliman entró en la Paramount alegando que tenía una cita con un barbero del estudio. Con el tiempo se hizo amigo de los ejecutivos del estudio. Holliman consiguió un pequeño papel junto a Dean Martin y Jerry Lewis en El castillo madito (1953). Luego le dieron el papel de marine en Las chicas de Pleasure Island (1953), para el que necesitaba un corte de pelo de soldado. Finalmente fue al barbero y acabó con un corte de pelo (y flequillo) que le cambió la vida.
Después de ganar popularidad en su imagen tras el cambio de peinado, siguió con tres películas más estrenadas en 1953. Sus numerosos créditos incluyen: Broken Lance (1954), Los puentes de Toko-Ri (1954), The Big Combo (1955), I Died a Thousand Times (1955), Planeta prohibido (1956), Gigante (1956), The Rainmaker (1956), Duelo de titanes (1957), Don't Go Near the Water (1957), Hot Spell (1958), The Trap (1959), El último tren de Gun Hill (1959), Visit to a Small Planet (1960), Armored Command (1961), Los cuatro hijos de Katie Elder (1965), Anzio (1968), The Desperate Mission (1969), Smoke (1970), The Biscuit Eater (1972), The Solitary Man (1979), Sharky's Machine (1981) y Gunsmoke: Return to Dodge (1987).
Holliman interpretó a un condenado tripulante de helicóptero en el drama bélico de William Holden Los puentes de Toko-Ri y a un matón traicionado por un gánster en The Big Combo. Coprotagonizó con Jack Palance el drama policíaco I Died a Thousand Times (1955), un remake de High Sierra. Protagonizó The Rainmaker (1956), junto a Katharine Hepburn y Burt Lancaster, en el papel del tímido hijo de un ranchero, que finalmente debe desafiar a su hermano para ganarse el respeto de sí mismo, por el que ganó el Globo de Oro al Mejor Actor de Reparto; fue elegido para el papel en lugar de Elvis Presley. Su papel en Rainmaker le valió tantos elogios que la columnista Louella Parsons dijo de él que era "tan dedicado como si fuera Marlon Brando y Anthony Perkins juntos".
Era el yerno de voz suave de un ranchero, Bick Benedict, interpretado por Rock Hudson en la épica saga del Oeste Gigant. Holliman interpretaría muchos papeles ambientados en el Oeste americano. Fue ayudante de Wyatt Earp en Gunfight at the O.K. Corral, coprotagonizada por Lancaster y Douglas, y un cobarde llorón culpable de asesinar y violar a la mujer de un agente de la ley (Kirk Douglas) en Last Train from Gun Hill. Interpretó a un ayudante del sheriff borracho cuyo hermano Richard Widmark regresa a la ciudad en un western moderno, La trampa (1959), y al hermano de John Wayne, Dean Martin y Michael Anderson Jr., que quiere vengar a su padre asesinado, en un western tradicional, Los cuatro hijos de Katie Elder. Interpretó a un político corrupto de Atlanta en la película policíaca Sharky's Machine, dirigida por su estrella, Burt Reynolds.

### Televisión
Holliman se dio a conocer al público televisivo por su interpretación de Sundance en Hotel de Paree, de la CBS, con Jeanette Nolan, de 1959 a 1960, y en el papel principal de Mitch Guthrie con Andrew Prine en Wide Country, de la NBC, un drama sobre artistas de rodeo modernos que se emitió durante 28 episodios entre 1962 y 1963. También tuvo la distinción de aparecer en el episodio debut de The Twilight Zone de la CBS, titulado "Where Is Everybody?", que se emitió el 2 de octubre de 1959, la misma noche del estreno de Hotel de Paree.
En 1962, Claude Akins y Holliman interpretaron como invitados a una pareja de hermanos enemistados en el episodio "The Stubborn Stumbos" de la serie dramática de Marilyn Maxwell para la ABC Bus Stop. En 1965, participó como estrella invitada en 12 O'Clock High en el papel del teniente Steiger, un piloto que aprende a apreciar la vida después de que le asignen una peligrosa misión y le toque la lotería. En 1967, Holliman participó como estrella invitada en Custer, la efímera serie militar de la ABC dirigida por Wayne Maunder. En 1970, Holliman protagonizó la película para televisión Tribes en el papel del antagonista, el sargento mayor Frank DePayster, junto a Darren McGavin y Jan-Michael Vincent. En 1970 y 1971, Holliman hizo dos apariciones en la serie de comedia del Oeste Alias Smith and Jones, protagonizada por Pete Duel y Ben Murphy.
De 1974 a 1978, interpretó al sargento Bill Crowley junto a Angie Dickinson en la serie Police Woman. Coprotagonizó los 91 episodios de la exitosa serie (que, según comentó más tarde, le cambió la vida), interpretando al superior del departamento de policía del agente encubierto Pepper Anderson. Más tarde, el 2 de agosto de 1977, participó en la comedia The Dean Martin Celebrity Roast, en la que interpretó a su compañera Dickinson.
Holliman siguió apareciendo como actor invitado en televisión entre los años 1970 y 1990. Tuvo un papel protagonista en la película de la CBS Country Gold (un remake para televisión de All About Eve), rodada en Nashville, Tennessee, en la que también actuaron Loni Anderson, Linda Hamilton y Cooper Huckabee. También fue panelista habitual de famosos en The Hollywood Squares, donde fue reconocido por su habilidad para engañar a los concursantes con respuestas de farol creíbles. Su papel más notable durante este periodo fue en la exitosa miniserie El pájaro espino, con Richard Chamberlain y Rachel Ward. También participó en la película Gunsmoke: Return to Dodge en 1987 como Jake Flagg, después de haber actuado como invitado en la serie de televisión Gunsmoke con James Arness en tres ocasiones entre 1969 y 1973.
Fue una celebridad ocasional en los programas de juegos Pyramid de $ 25.000 y $ 100.000 entre 1983 y 1991. En 1991 y 1994, Holliman tuvo dos papeles de estrella invitada en Murder, She Wrote, en el episodio de la séptima temporada "¿Quién mató a JB Fletcher?" y el episodio de la temporada 10, "Roadkill". Del 15 de septiembre de 1991 al 4 de enero de 1992, apareció en el papel principal del detective Matthew Durning en la comedia de CBS P.S. I Luv U (un papel que obtuvo debido a su prominencia en Police Woman dos décadas antes) y después de que terminó la serie, apareció como invitado especial en el episodio de la sexta temporada de In the Heat of the Night titulado " Last Rights", que retrata al Dr. Lambert, un hombre que había sido el principal sospechoso de una serie de asesinatos por piedad. En 1996, fue la voz invitada del personaje Milton en el episodio de la sexta temporada Capitán Planeta y los planetarios, "Never the Twain Shall Meet". Más adelante en su carrera, Holliman tuvo un papel recurrente como Fred Duffy, el padre del personaje principal Caroline Duffy, en Caroline in the City, apareciendo en tres episodios, y además protagonizó la serie de televisión Night Man de 1997-1999 como Frank Dominus, un ex policía caído en desgracia y padre del personaje principal.

### Música
De 1958 a 1963, Holliman encontró una breve pero exitosa carrera como cantante y tuvo un contrato discográfico con estudios de grabación tan notables como Capitol Records, Prep y HiFi. Sus canciones incluyeron: "A Teenager Sings the Blues", "Nobody Knows How I Feel", "Don't Get Around Much Anymore", "Sittin' and a Gabbin'", "If I Could See the World Through the Eyes of a Child", "La La La Lovable", "Wanna Kiss You To-Night", "I'm in the Mood for Love", "We Found Love", "Willingly", "There'll Be No Teardrops Tonight", and "Road to Nowhere". En mayo de 1976, apareció como estrella invitada en The John Davidson Show cantando una versión estilo vodevil de "(Hey Won't You Play) Another Somebody Done Somebody Wrong Song" con Davidson, además de interpretar su propia versión en solitario de The Carpenters, "Rainy Days and Mondays".

### Teatro
Después de que Wide Country finalizara su representación en abril de 1963, Holliman pasó los dos meses siguientes viajando por el país en el aclamado musical Oklahoma! en el papel principal de Curly McLain. Más tarde ese mismo año, apareció en el papel de Mike Mitchell en la gira de verano de Un domingo en Nueva York en Filadelfia, Pensilvania, y en el Avondale Playhouse de Indianápolis, en The Country Girl en el papel de Bernie Dodd junto a Lee Bowman y Julie Wilson. Entre el 4 y el 9 de septiembre de 1963, protagonizó una producción de The Tender Trap, junto a Anthony George, en el papel de Charlie Y. Reader en el Westchester County Playhouse de Dobbs Ferry, Nueva York. En 1968, protagonizó la producción del Mark Taper Forum de Los Ángeles de Camino Real, de Tennessee Williams, en el papel de Kilroy; su actuación fue bien recibida por la crítica y el propio Williams no sólo acudió a ver la actuación de Earl unas 11 veces, sino que le envió una correspondencia en la que elogiaba su trabajo tanto en Camino Real como en Tranvía por ser "las mejores" interpretaciones de los personajes "Kilroy" y "Mitch" que había visto. En 1973, interpretó a Mitch en una reposición de Un tranvía llamado deseo.
Del 15 de septiembre al 14 de octubre de 1981, protagonizó una producción teatral de Mister Roberts en el Fiesta Dinner Playhouse de San Antonio, Texas, del que era propietario. De vez en cuando actuaba en su teatro cuando no estaba trabajando en Hollywood; otras producciones en las que apareció allí incluyen Arsenic and Old Lace como Mortimer Brewster del 1 de abril al 4 de mayo de 1980, y Una vez al año con Julie Sommars en 1983. Las instalaciones cerraron después de 1987. También participó en producciones teatrales de la reposición de 1973 de Un tranvía llamado deseo como Mitch y en la producción del Civic de Santa Mónica de 1977 de A Chorus Line como Zach el coreógrafo.

## Vida personal
En 1960 vivió en París, Francia, en un piso situado en la margen izquierda. Aunque adoptó la cultura y el dialecto franceses con bastante rapidez, mantuvo su reputación de ser "tan estadounidense como la tarta de manzana".
A finales de la década de 1970, fue presidente honorario nacional de la fundación Marine Toys for Tots. En 1976, fue el gran mariscal del desfile anual del 4 de julio en Huntington Beach, California.
Es vegetariano y está en contra de la explotación de los animales mediante el uso de sus pieles para vestir.
Holliman apoyó la reelección de Dwight Eisenhower en las elecciones presidenciales de 1956. Es de confesión baptista.
Holliman es conocido por su labor como activista en favor de los derechos de los animales, y durante más de 25 años fue presidente de Actors and Others for Animals. Es conocido por cuidar animales en su propia propiedad, llegando a alimentar a unas 500 palomas en un día, así como por curar a una paloma herida y a una zarigüeya ciega dentro de su casa.
Durante muchos años, en Navidad, fue uno de los muchos miembros de la comunidad cinematográfica que ayudó a organizar almuerzos y cenas para los menos afortunados en la Misión de Los Ángeles.
Holliman ha residido durante mucho tiempo en Studio City, California.
Holliman nunca ha estado casado y fue aparentemente sacado del armario por The Advocate en 2015.

## Premios y nominaciones
Además de su Globo de Oro al Mejor Actor Secundario de Cine por The Rainmaker, también fue nominado al Globo de Oro a la "Mejor Interpretación de un Actor Secundario en una Serie de Televisión" por su actuación junto a Delta Burke en la breve comedia de 1992 Delta.
Por su contribución a la industria de la televisión, Holliman tiene una estrella en el Paseo de la Fama de Hollywood, situado en el 6901 de Hollywood Blvd.

## Confluencia con Anthony Earl Numkena
Durante varios años, diversas fuentes informaron erróneamente de que el nombre original de Earl Holliman era Anthony Earl Numkena. En realidad, Numkena era un niño actor, nacido en 1942, que apareció en la película Pony Soldier (1952). Holliman no aparece en la película, aunque algunas fuentes afirman que sí.